# فک پایین
فَکّ پایین، زیرواره یا مندیبول (به لاتین: mandibula) استخوان نعلی‌شکل متحرکی است که بخش تحتانی استخوان‌بندی صورت و چارچوب استخوانی کف دهان را تشکیل می‌دهد
فک پایین از استخوان‌های فرد جمجمه انسان است. استخوان فک پایین نیمه پایینی آرواره است و از بخش عمودی شاخ فک پایین (راموس) و بخش افقی (بدنه) تشکیل شده است.

## کالبدشناسی
جسم استخوان به شکل نعل اسبی بوده و در جلو قرار دارد و دارای دو سطح قدامی یا خارجی و خلفی یا داخلی و دو کنار فوقانی و تحتانی می‌باشد. در سطح قدامی جسم استخوان و در خط وسط یک ستیغ عمودی ظریفی دیده‌می‌شود که محل‌ّ جوش خوردن دو نیمه استخوان می‌باشد و التصاق چانه‌ای نامیده می‌شود، در پایین ستیغ مذکور یک فضای سه‌گوش تحت عنوان برآمدگی چانه مشاهده می‌شود. در خارج این برآمدگی در هر طرف یک برجستگی تحت عنوان تکمه (توبرکل) چانه‌ای وجود دارد و از این تکمه در هر طرف خط مایلی تحت عنوان خط اریب در سطح خارجی استخوان به بالا و عقب کشیده می‌شود و در امتداد کنار قدامی شاخ فک پایین قرار می‌گیرد.
در بالای این خط و در همسایگی دومین دندان آسیای کوچک، سوراخی تحت عنوان سوراخ چانه‌ای وجود دارد که از آن رگ‌ها و عصب‌های چانه‌ای خارج می‌شوند.

### سطح خلفی یا داخلی
در سطح خلفی استخوان و در طرفین خط وسط یک برجستگی نوک‌تیز تحت عنوان خار چانه‌ای دیده می‌شود که در حقیقت از چهار زائده خارمانند تشکیل شده که در کنار هم قرار می‌گیرند، به دو خار فوقانی ماهیچه چانه‌ای‌زبانی (ژنیوگلوس) و به دو خار تحتانی ماهیچه چانه‌ای‌لامی (ژنیوهیوئید) متّصل می‌شود. در طرفین خار چانه در هر طرف خطی به‌نام خط آسیالامی (میلوهیوئید) دیده می‌شود که به بالا و عقب امتداد دارد. در بالا و جلوی این خط حفره‌ای وجود دارد که محل استقرار غده زیرزبانی است و به آن گودی زیرزبانی می‌گویند در زیر و عقب خط آسیالامی فرورفتگی دیده می‌شود که محل‌ّ استقرار غده زیرفکی می‌باشد و به آن گودی زیرفکی گفته می‌شود.
کنار فوقانی: این کنار ریشه دندان‌ها را در خود جای می‌دهد در عمق هریک از سوراخ‌های آلوئولی سوراخ ریزی دیده می‌شود که محل‌ّ ورود عروق و اعصاب آلوئولار تحتانی به ریشه دندان می‌باشد، هرکدام از حفرات آلوئولی برحسب نوع دندان و تعداد ریشه‌های آن به توسط تیغه‌هایی (سپتوم‌هایی) به حفرات کوچک‌تری تقسیم می‌شود.
کنار تحتانی: ضخیم بوده و قاعده استخوان را تشکیل می‌دهد و در تماس با ماهیچه پوستی گردن (پلاتیسما) می‌باشد. بر روی این کنار در طرفین خط وسط فرورفتگی به‌نام گودی (فوسای) دوشکمچه‌ای (دیگاستریک) دیده می‌شود که محل‌ّ اتصال بطن قدامی ماهیچه دوشکمچه‌ای است.

### شاخ فک پایین
شاخ فک پایین یا راموس مندیبول از قسمت خلفی جسم به‌صورت یک صفحه استخوانی مستطیل شکل به بالا و عقب امتداد می‌یابد و برای آن، دو سطح داخلی و خارجی و چهار کنار قدامی، فوقانی و تحتانی و دو زائده کندیلار و کورونوئید قائل می‌باشند، سطح خارجی در پایین خشن بوده و پیوندگاه ماهیچه جَوِشی (ماسِتِر) است.
سطح داخلی: در وسط این سطح سوراخی دیده می‌شود که به آن سوراخ زیرواره‌ای (مندیبولار) می‌گویند و به آن رگ‌های عصب‌های آلوئولار تحتانی وارد می‌شود. این سوراخ منتهی به کانال زیرواره‌ای شده و در ضخامت استخوان پیش می‌رود و در جلو در سطح خارجی جسم استخوان به سوراخ چانه‌ای باز می‌شود. ادامه این کانال در ضخامت استخوان تحت عنوان کانال پیشینی می‌باشد که از طریق آن عروق و اعصاب به دندان‌های نیش و پیشین می‌رسد. در بخش قدامی سوراخ زیرواره‌ای زائده‌ای سه‌گوش به‌نام زبانک (لینگولا) دیده می‌شود که محل‌ّ اتّصال رباط پروانه‌ای‌زیرواره‌ای (اسفنومندیبولار) است. همچنین در زیر سوراخ زیرواره‌ای شیاری دیده می‌شود که به پایین و جلو امتداد می‌یابد و شیار آسیالامی (میلوهیوئید) نامیده می‌شود که محل‌ّ عبور عروق و عصب آسیالامی است.

### کنارها
کنار فوقانی: بر روی این کنار در جلو زایده کورونوئید و در عقب زایده کوندیلار قرار دارد که در حد فاصل این دو زایده یک بریدگی وسیع به‌نام شکاف زیرواره‌ای دیده می‌شود.
کنار تحتانی: این کنار در جلو با جسم استخوان مربوط می‌شود ولی در عقب در پیوندگاه با کنار خلفی شاخ (راموس) ایجاد زاویه‌ای را می‌نماید که به آن زاویه زیرواره‌ای می‌گویند.
کنار قدامی: این کنار در بالا از زایده کورونوئید شروع شده و در پایین در امتداد خط مایل قرار می‌گیرد.
کنار خلفی: از زایده کوندیلار شروع شده و تا زاویه مندیبول ادامه دارد.

### زائده منقاری
در حد قدامی کنار فوقانی راموس یک زائده استخوانی سه‌گوش اتّصال دارد که قاعده‌آن به سمت پایین و رأس آن در بالا قرار دارد. به‌این زائده ماهیچه گیجگاهی (تمپورالیس) اتصال دارد.
زائده منقاری (کورونوئید): در قسمت قدامی کنار فوقانی راموس استخوان فک تحتانی یک زائده استخوانی سه‌گوش قرار دارد که زایده منقاری نامیده می‌شود.

### زائده لقمه‌ای
در حد خلفی کنار فوقانی فک پایین، زائده لقمه‌ای (کوندیلار) قرار می‌گیرد. برای این زائده یک سر قائل می‌باشند که بیضی شکل‌بوده و از همه طرف محدّب می‌باشد. این زائده مفصلی بوده و با واسطه یک دیسک مفصلی با گودی زیرواره‌ای از استخوان گیجگاهی یگانه مفصل زلاله‌ای (سینوویال) و متحرک جمجمه تحت عنوان مفصل گیجگاهی‌زیرواره‌ای (تمپورومندیبولار) را ایجاد می‌نماید. درحد فاصل سر راموس، گردن استخوان قرار دارد. بر روی سطح قدامی گردن استخوان یک فرورفتگی دیده می‌شود که محل‌ّ اتّصال ماهیچه بالی (پتریگوئید) خارجی می‌باشد و به آن چاله بالی می‌گویند.
لقمه (کوندیل): در قسمت خلفی کنار فوقانی راموس استخوان فک تحتانی برآمدگی وجود دارد که در مفصل گیجگاهی‌زیرواره‌ای (تمپورومندیبولار) به استخوان گیجگاهی مفصل می‌شود.

## تغییرات سنی
در زمان تولد استخوان فک پایین از دو نیمه راست و چپ تشکیل می‌شود که در جلو و در خط وسط به توسط یک بافت لیفی به هم مربوط می‌باشند ولی در طول سال اوّل بااستخوان‌سازی از دو طرف، دو نیمه استخوان به طرف خط وسط پیشروی می‌نمایند و در محلّی تحتِ عنوان التصاق چانه‌ای به هم جوش می‌خورند.
در طی سال‌های اوّل و دوم با رشد برجستگی‌های چانه، سوراخ چانه‌ای (منتال) جهت خود را از جلو، به عقب و بالا تغییر می‌دهد و در افراد بالغ این سوراخ در حدّ فاصل بین کنار فوقانی و تحتانی جسم قرار دارد، در سنین پیری با از دست رفتن دندان‌ها و تحلیل بخش آلوئولار، فک پایین کوچک می‌شود و در نتیجه سوراخ چانه‌ای به کنار فوقانی نزدیک می‌شود. همچنین رشد غضروف لقمه‌ای موجب افزایش طول شاخ فک و رشد فک پایین به سمت پایین و جلو می‌شود. از دیگر تغییراتی که در زیرواره ایجاد می‌شود تغییر زاویه آن در سنین مختلف است به‌گونه‌ای که در کودکان زاویه زیرواره باز بوده و در حدود ۱۴۰–۱۳۰ درجه می‌باشد، با افزایش سن در افراد بالغ زاویه فک پایین به حدود ۱۰۰ درجه می‌رسد و مجدداً در افراد مسن اندازه زاویه افزایش یافته و به حدود ۱۴۰ درجه می‌رسد.

دگرگونی‌های فک پایین با سن
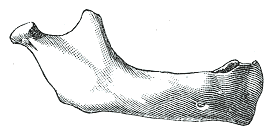
نوزاد
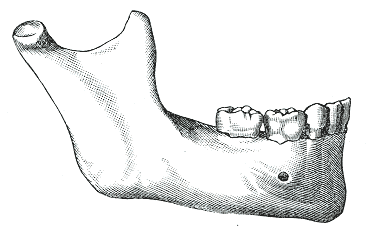
کودک
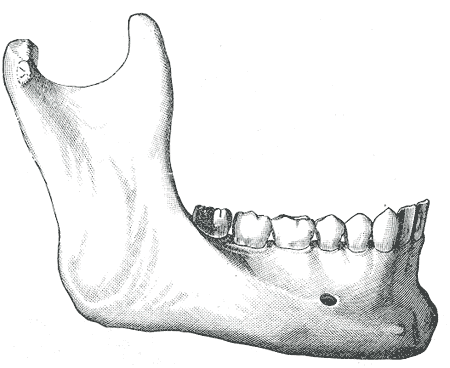
فرد بالغ
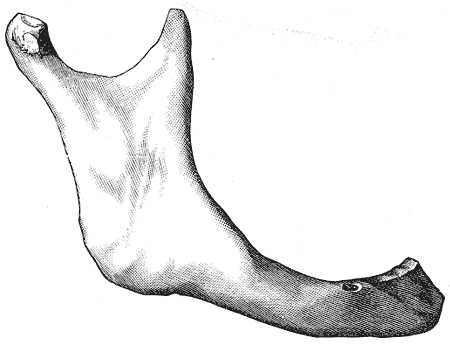
فرد سالمند

## استخوانی شدن
جسم و شاخ فک پایین به طریقه غشایی ساخته می‌شوند این بخش‌ها به توسط یک مرکز استخوان‌سازی در هر نیمه زیرواره که در طی ماه ششم زندگی داخل رحمی در نزدیکی سوراخ چانه‌ای ظاهر می‌گردد ساخته می‌شوند ولی رشد بیشتر شاخ به سبب ظهور غضروف لقمه‌ای (کوندیلی) می‌باشد که در طول شاخ صعودی زیرواره به سمت پایین و جلو گسترش می‌یابد. غضروف ثانویه دیگری که ظاهر می‌شود در طول کنار قدامی زائده منقاری می‌باشد و موجب افزایش استخوان‌سازی در آن می‌شود. همچنین در اتصال (سمفیز) چانه‌ای، یک یا دو گره (نودول) غضروفی ظاهر می‌شود که این غضروف‌ها بعداً استخوانی می‌شوند و استخوان‌های کوچکی را تحت عنوان استخوانچه‌های چانه‌ای به‌وجود می‌آورند. این استخوان‌ها پیش از پایان‌سال اوّل زندگی به بقیه استخوان متّصل می‌شوند.